# Amadou Haidara
Amadou Haidara (Bamako, 31 januari 1998) is een Malinees voetballer die doorgaans speelt als middenvelder. In januari 2019 verruilde hij Red Bull Salzburg voor RB Leipzig. Haidara maakte in 2017 zijn debuut in het Malinees voetbalelftal.

## Clubcarrière
Haidara speelde in zijn vaderland Mali voor de JMG Academy Bamako, maar in de zomer van 2016 werd hij overgenomen door Red Bull Salzburg, dat hem eerst liet spelen voor het amateurelftal FC Liefering in de Erste Liga. Voor dat team speelde hij vijfentwintig competitiewedstrijden alvorens hij voor het restant van het seizoen 2016/17 overgeheveld werd naar het eerste elftal van Red Bull. Zijn debuut in de Bundesliga maakte hij op 9 april 2017, toen in eigen huis met 1–0 gewonnen werd van Sturm Graz door een treffer van Josip Radošević. Haidara moest van coach Óscar García op de bank beginnen en in de tweede minuut van de blessuretijd kwam hij als invaller voor Valon Berisha binnen de lijnen. Zijn eerste competitiedoelpunt volgde op 25 mei 2017, toen op bezoek bij Austria Wien gespeeld werd. Hij mocht in de basis beginnen en scoorde in de laatste minuut voor rust nadat Austria op een voorsprong stond door een eigen treffer van Andreas Ulmer en een goal van Olarenwaju Kayode. Uiteindelijk won Red Bull het duel door doelpunten van Hwang Hee-chan en Valentino Lazaro. Haidara maakte de negentig minuten niet vol; García wisselde hem een kwartier voor tijd ten faveure van Christoph Leitgeb. Aan het einde van het seizoen 2017/18 verlengde Haidara zijn verbintenis met één jaar, tot medio 2022. In januari 2019 maakte de Malinees voor circa achttien miljoen euro de overstap naar RB Leipzig, waar hij zijn handtekening zette onder een verbintenis voor de duur van vierenhalf jaar. Zijn contract werd eerst verlengd tot 2025 en daarna tot 2026.

## Clubstatistieken
| Seizoen | Club              | Competitie | Competitie | Competitie | Beker | Beker | Internationaal | Internationaal | Totaal | Totaal |
| Seizoen | Club              | Competitie | Wed.       | Dlp.       | Wed.  | Dlp.  | Wed.           | Dlp.           | Wed.   | Dlp.   |
| ------- | ----------------- | ---------- | ---------- | ---------- | ----- | ----- | -------------- | -------------- | ------ | ------ |
| 2016/17 | → FC Liefering    | Erste Liga | 25         | 2          | 0     | 0     | —              | —              | 25     | 2      |
| 2016/17 | Red Bull Salzburg | Bundesliga | 5          | 1          | 2     | 1     | 0              | 0              | 7      | 2      |
| 2017/18 | Red Bull Salzburg | Bundesliga | 31         | 3          | 6     | 1     | 18             | 4              | 55     | 8      |
| 2018/19 | Red Bull Salzburg | Bundesliga | 12         | 2          | 2     | 0     | 7              | 1              | 21     | 3      |
| 2018/19 | RB Leipzig        | Bundesliga | 9          | 1          | 3     | 0     | 0              | 0              | 12     | 1      |
| 2019/20 | RB Leipzig        | Bundesliga | 19         | 0          | 2     | 0     | 7              | 0              | 28     | 0      |
| 2020/21 | RB Leipzig        | Bundesliga | 31         | 3          | 6     | 2     | 6              | 1              | 43     | 6      |
| 2021/22 | RB Leipzig        | Bundesliga | 20         | 3          | 2     | 1     | 6              | 0              | 28     | 4      |
| 2022/23 | RB Leipzig        | Bundesliga | 31         | 2          | 6     | 0     | 7              | 0              | 44     | 2      |
| 2023/24 | RB Leipzig        | Bundesliga | 21         | 2          | 1     | 0     | 5              | 0              | 27     | 2      |
| 2024/25 | RB Leipzig        | Bundesliga | 27         | 0          | 4     | 0     | 8              | 0              | 39     | 0      |
| Totaal  | Totaal            | Totaal     | 231        | 19         | 34    | 3     | 64             | 6              | 329    | 30     |

Bijgewerkt op 30 april 2025.

## Interlandcarrière
Haidara maakte zijn debuut in het Malinees voetbalelftal op 6 oktober 2017, toen met 0–0 gelijkgespeeld werd tegen Ivoorkust in een kwalificatiewedstrijd voor het WK 2018. Hij moest van bondscoach Mohamed Magassouba als wisselspeler aan het duel beginnen. Elf minuten voor het einde van de wedstrijd viel de middenvelder in voor Yves Bissouma. De andere debutanten dit duel waren Mamadou Fofana (Alanyaspor), Souleymane Diarra (RC Lens) en Moussa Djenepo (Standard Luik).
In de zomer van 2019 werd Haidara door Magassouba opgenomen in de selectie van Mali voor het Afrikaans kampioenschap. Op het AK werd Mali uitgeschakeld in de achtste finales. Haidara speelde in alle wedstrijden mee en tegen Angola zorgde hij met zijn eerste interlandtreffer voor het enige doelpunt van de wedstrijd.
| Interlands van Amadou Haidara voor Mali | Interlands van Amadou Haidara voor Mali | Interlands van Amadou Haidara voor Mali | Interlands van Amadou Haidara voor Mali | Interlands van Amadou Haidara voor Mali | Interlands van Amadou Haidara voor Mali | Interlands van Amadou Haidara voor Mali |
| №                                       | Datum                                   | Wedstrijd                               | Uitslag                                 | Competitie                              | Goals                                   |                                         |
| Als speler bij Red Bull Salzburg        | Als speler bij Red Bull Salzburg        | Als speler bij Red Bull Salzburg        | Als speler bij Red Bull Salzburg        | Als speler bij Red Bull Salzburg        | Als speler bij Red Bull Salzburg        | Als speler bij Red Bull Salzburg        |
| --------------------------------------- | --------------------------------------- | --------------------------------------- | --------------------------------------- | --------------------------------------- | --------------------------------------- | --------------------------------------- |
| 1                                       | 6 oktober 2017                          | Mali – Ivoorkust                        | 0 – 0                                   | WK 2018 kwalificatie                    |                                         |                                         |
| 2                                       | 11 november 2017                        | Gabon – Mali                            | 0 – 0                                   | WK 2018 kwalificatie                    |                                         |                                         |
| 3                                       | 23 maart 2018                           | Japan – Mali                            | 1 – 1                                   | Vriendschappelijk                       |                                         |                                         |
| 4                                       | 9 september 2018                        | Zuid-Soedan – Mali                      | 0 – 3                                   | AK 2019 kwalificatie                    |                                         |                                         |
| 5                                       | 12 oktober 2018                         | Mali – Burundi                          | 0 – 0                                   | AK 2019 kwalificatie                    |                                         |                                         |
| 6                                       | 16 oktober 2018                         | Burundi – Mali                          | 1 – 1                                   | AK 2019 kwalificatie                    |                                         |                                         |
| Als speler bij RB Leipzig               |                                         |                                         |                                         |                                         |                                         |                                         |
| 7                                       | 14 juni 2019                            | Kameroen – Mali                         | 1 – 1                                   | Vriendschappelijk                       |                                         |                                         |
| 8                                       | 16 juni 2019                            | Algerije – Mali                         | 3 – 2                                   | Vriendschappelijk                       |                                         |                                         |
| 9                                       | 24 juni 2019                            | Mali – Mauritanië                       | 4 – 1                                   | AK 2019                                 |                                         |                                         |
| 10                                      | 28 juni 2019                            | Tunesië – Mali                          | 1 – 1                                   | AK 2019                                 |                                         |                                         |
| 11                                      | 2 juli 2019                             | Angola – Mali                           | 0 – 1                                   | AK 2019                                 | 37'                                     |                                         |
| 12                                      | 8 juli 2019                             | Mali – Ivoorkust                        | 0 – 1                                   | AK 2019                                 |                                         |                                         |
| 13                                      | 13 oktober 2019                         | Zuid-Afrika – Mali                      | 2 – 1                                   | Vriendschappelijk                       |                                         |                                         |
| 14                                      | 14 november 2019                        | Mali – Guinee                           | 2 – 2                                   | AK 2021 kwalificatie                    |                                         |                                         |
| 15                                      | 17 november 2019                        | Tsjaad – Mali                           | 0 – 2                                   | AK 2021 kwalificatie                    |                                         |                                         |
| 16                                      | 9 oktober 2020                          | Mali – Ghana                            | 3 – 0                                   | Vriendschappelijk                       | 75'                                     |                                         |
| 17                                      | 13 november 2020                        | Mali – Namibië                          | 1 – 0                                   | AK 2021 kwalificatie                    |                                         |                                         |
| 18                                      | 6 juni 2021                             | Algerije – Mali                         | 1 – 0                                   | Vriendschappelijk                       |                                         |                                         |
| 19                                      | 11 juni 2021                            | Mali – Congo-Kinshasa                   | 1 – 1                                   | Vriendschappelijk                       |                                         |                                         |
| 20                                      | 15 juni 2021                            | Tunesië – Mali                          | 1 – 0                                   | Vriendschappelijk                       |                                         |                                         |
| 21                                      | 1 september 2021                        | Mali – Rwanda                           | 1 – 0                                   | WK 2022 kwalificatie                    |                                         |                                         |
| 22                                      | 6 september 2021                        | Oeganda – Mali                          | 0 – 0                                   | WK 2022 kwalificatie                    |                                         |                                         |
| 23                                      | 7 oktober 2021                          | Mali – Kenia                            | 5 – 0                                   | WK 2022 kwalificatie                    |                                         |                                         |
| 24                                      | 10 oktober 2021                         | Kenia – Mali                            | 0 – 1                                   | WK 2022 kwalificatie                    |                                         |                                         |
| 25                                      | 12 januari 2022                         | Tunesië – Mali                          | 0 – 1                                   | AK 2021                                 |                                         |                                         |
| 26                                      | 16 januari 2022                         | Gambia – Mali                           | 1 – 1                                   | AK 2021                                 |                                         |                                         |
| 27                                      | 20 januari 2022                         | Mali – Mauritanië                       | 2 – 0                                   | AK 2021                                 |                                         |                                         |
| 28                                      | 26 januari 2022                         | Mali – Equatoriaal-Guinea               | 0 – 0 (5 – 6 n.s.)                      | AK 2021                                 |                                         |                                         |
| 29                                      | 25 maart 2022                           | Mali – Tunesië                          | 0 – 1                                   | WK 2022 kwalificatie                    |                                         |                                         |
| 30                                      | 29 maart 2022                           | Tunesië – Mali                          | 0 – 0                                   | WK 2022 kwalificatie                    |                                         |                                         |
| 31                                      | 4 juni 2022                             | Mali – Congo-Brazzaville                | 4 – 0                                   | AK 2023 kwalificatie                    |                                         |                                         |
| 32                                      | 9 juni 2022                             | Zuid-Soedan – Mali                      | 1 – 3                                   | AK 2023 kwalificatie                    |                                         |                                         |
| 33                                      | 23 september 2022                       | Mali – Zambia                           | 1 – 0                                   | Vriendschappelijk                       |                                         |                                         |
| 34                                      | 24 maart 2023                           | Mali – Gambia                           | 2 – 0                                   | AK 2023 kwalificatie                    |                                         |                                         |
| 35                                      | 18 juni 2023                            | Congo-Brazzaville – Mali                | 0 – 2                                   | AK 2023 kwalificatie                    |                                         |                                         |
| 36                                      | 20 november 2023                        | Mali – Centraal-Afrikaanse Republiek    | 1 – 1                                   | WK 2026 kwalificatie                    |                                         |                                         |
| 37                                      | 6 januari 2024                          | Mali – Guinee-Bissau                    | 6 – 2                                   | Vriendschappelijk                       |                                         |                                         |
| 38                                      | 16 januari 2024                         | Mali – Zuid-Afrika                      | 2 – 0                                   | AK 2023                                 |                                         |                                         |
| 39                                      | 20 januari 2024                         | Tunesië – Mali                          | 1 – 1                                   | AK 2023                                 |                                         |                                         |
| 40                                      | 30 januari 2024                         | Mali – Burkina Faso                     | 2 – 1                                   | AK 2023                                 |                                         |                                         |
| 41                                      | 3 februari 2024                         | Ivoorkust – Mali                        | 2 – 1 n.v.                              | AK 2023                                 |                                         |                                         |
| 42                                      | 22 maart 2024                           | Mali – Mauritanië                       | 2 – 0                                   | Vriendschappelijk                       |                                         |                                         |
| 43                                      | 26 maart 2024                           | Mali – Nigeria                          | 2 – 0                                   | Vriendschappelijk                       |                                         |                                         |
| 44                                      | 6 juni 2024                             | Mali – Ghana                            | 1 – 2                                   | WK 2026 kwalificatie                    |                                         |                                         |
| 45                                      | 11 oktober 2024                         | Mali – Congo-Brazzaville                | 1 – 0                                   | AK 2025 kwalificatie                    |                                         |                                         |
| 46                                      | 15 oktober 2024                         | Guinee-Bissau – Mali                    | 0 – 0                                   | AK 2025 kwalificatie                    |                                         |                                         |

Bijgewerkt op 30 april 2025.

## Erelijst
| Competitie        |                   |                   |                   |                   |
| Competitie        | Aantal            | Jaren             |                   |                   |
| Red Bull Salzburg | Red Bull Salzburg | Red Bull Salzburg | Red Bull Salzburg | Red Bull Salzburg |
| ----------------- | ----------------- | ----------------- | ----------------- | ----------------- |
| Bundesliga        | 2                 | 2016/17, 2017/18  |                   |                   |
| ÖFB-Cup           | 1                 | 2016/17           |                   |                   |
| RB Leipzig        |                   |                   |                   |                   |
| DFB-Pokal         | 2                 | 2021/22, 2022/23  |                   |                   |
| DFB-Supercup      | 1                 | 2024              |                   |                   |